# Anthony Minghella
Sir Anthony Minghella   (Ryde, 6 de gener de 1954 - Hammersmith, 18 de març de 2008) CBE, era un director anglès de cinema, dramaturg i guionista, guanyador del Premi de l'Acadèmia Oscar per El pacient anglès. Va ser president del British Film Institute entre 2003 i 2007.

## Biografia
Minghella va néixer a l'Illa de Wight, fill de Gloria i Edward Minghella. El seu pare, Edoardo Minghella, era italià i la seva mare venia de Leeds; els avantpassats de la seva mare originàriament procedien de Valvori, un poble petit del Laci, al centre d'Itàlia. La seva família era coneguda a l'illa perquè van tenir un cafè a Ryde fins als anys 80 i portaven un negoci homònim de gelats italians des dels anys cinquanta. Minghella va anar a l'Institut Sandown i a l'Escola de St. John, a Portsmouth. Es va llicenciar a la Universitat de Hull, on va estudiar teatre i completar la carrera i postgraus, però va abandonar la seva tesi doctoral. Ja de petit s'interessava a la música, i tocà els teclats en bandes locals, Earthlight i Dancer. The
El seu debut va ser en una adaptació escènica de Mobius the Stripper  de Gabriel Josipovici] (1975) i Whale Music (1985), on destacà. Durant els anys 1980 va treballar a la televisió, on va escriure Paller Hill per a la BBC i The Storyteller per a Jim Henson. Va treballar també per a la sèrie Inspector Morsa. El 1990, va escriure i realitzar Un fantasma enamorat, concebut de manera inicial com una curta pel·lícula televisada destinada a no ser difosa més d'una vegada, però amb l'èxit que va tenir va ser projectat a cinemes. La seva col·laboració amb la ràdio va ser premiada amb un Premi Giles Cooper pel drama radiofònic Cigarettes and Chocolate (1988).
La seva tercera pel·lícula El pacient anglès, basada en una novel·la del mateix títol de l'autor canadenc Michael Ondaatje, era el seu projecte més ambiciós fins llavors. Va tenir un enorme èxit, recompensat amb nou Oscars, incloent-hi el de millor pel·lícula i millor director.
Va fer els seus primers passos en l'escenificació d'òpera el 2005, amb Madama Butterfly de Giacomo Puccini per la English National Opera, producció represa posteriorment amb èxit al Metropolitan Opera de Nova York.

### Vida personal
Minghella va conèixer la seva primera dona, Yvonne Miller, quan eren estudiants. Van tenir una filla, Hannah, que va treballar com a ajudant de producció a L'enginyós senyor Ripley i fou presidenta de Sony Pictures Animation. Minghella es va divorciar i el 1985 es va casar amb la coreògrafa i ballarina Carolyn Jane Choa, nascuda a Hong Kong, amb la qual van tenir un fill, Max, que és actor, guionista i director. El germà petit de Minghella, Dominic, és guionista i és el creador de la popular sèrie de televisió britànica Robin Hood (BBC) i també d'El doctor Martin.
Va morir les primeres hores del dimarts 18 de març de 2008 per una sèrie de complicacions mèdiques sorgides després de ser operat i seguir un tractament per un càncer d'amígdales i coll.

## Filmografia

### Director
- 1991: Un fantasma enamorat
- 1993: Mr. Wonderful
- 1996: El pacient anglès (The English Patient)
- 1999: L'enginyós senyor Ripley (The Talented Mr. Ripley)
- 2003: Cold Mountain
- 2005: Breaking and Entering

### Actor
- 1998: Welcome to Hollywood

### Productor
- 2001: Iris
- 2002: Heaven
- 2002: L'americà impassible (The Quiet American)
- 2004: The Interpreter

## Nominacions i premis
- 1992: BAFTA al millor guió original per Un fantasma enamorat
- 1997: Oscar al millor director per El pacient anglès
- 1997: BAFTA a la millor pel·lícula per El pacient anglès (compartit amb Saul Zaentz)
- 1997: BAFTA a la millor direcció i al millor guió per El pacient anglès
- 1999: National Board of Review - Millor director per L'enginyós senyor Ripley
- 2003: National Board of Review – Millor guió adaptat per Cold Mountain